# Jürgen Aust
Jürgen Aust (Köln, 1960. január 30.–) német nemzetközi labdarúgó-játékvezető. Polgári foglalkozása ügyvéd, vezérigazgató.

## Pályafutása

### Nemzeti játékvezetés
A játékvezetésből 1984-ben vizsgázott, 1989-ben minősítették a 2. Bundesliga, majd 1990. szeptember 7-én lett a Bundesliga játékvezetője. Az aktív játékvezetéstől 2004-ben búcsúzott. 2. Bundesliga mérkőzéseinek száma: 63; Bundesliga mérkőzéseinek száma: 161.

#### Nemzeti kupamérkőzések
Vezetett Kupa-döntők száma: 2.

##### Német-labdarúgókupa
| Időpont         | Helyszín                 | Mérkőzés típusa | Mérkőzés                           | Eredmény | Nézők száma |
| --------------- | ------------------------ | --------------- | ---------------------------------- | -------- | ----------- |
| 1999. június 6. | Olimpiai Stadion, Berlin | döntő           | FC Bayern München–SV Werder Bremen | 1 : 1    | 75 841      |

##### Német-ligakupa
| Időpont          | Helyszín                | Mérkőzés típusa | Mérkőzés                       | Eredmény | Nézők száma |
| ---------------- | ----------------------- | --------------- | ------------------------------ | -------- | ----------- |
| 2003. július 28. | Bruchweg Stadion, Mainz | döntő           | Borussia Dortmund–Hamburger SV | 2 – 4    | 16 700      |

### Nemzetközi játékvezetés
A Német labdarúgó-szövetség Játékvezető Bizottsága (JB) terjesztette fel nemzetközi játékvezetőnek, a Nemzetközi Labdarúgó-szövetség (FIFA) 1995-től tartotta nyilván bírói keretében. A FIFA JB központi nyelvei közül a németet beszéli. Több nemzetek közötti válogatott és klubmérkőzést vezetett, vagy működő társának 4. bíróként segített. Az aktív nemzetközi játékvezetéstől 1997-ben a térdsérülés miatt búcsúzott.

## Sportvezetőként
Németországba a XVIII., a 2006-os labdarúgó-világbajnokságon a játékvezetők kiszolgálásáért volt felelős. Rendszeres szakértője a TV Total Stefan Raab műsornak. 2008-2009 között a Schlag den Raab sportműsort, valamint az Eisfußball Cup sportműsorok munkatársa.